# Sara Angelini
Sara Johanna Angelini Giacche (sinh tháng 12 năm 1987 tại Valencia, Venezuela) là một người giữ danh hiệu người mẫu và cuộc thi. Cô được đại diện cho bang Yaracuy trong cuộc thi Hoa hậu Venezuela 2006, vào ngày 14 tháng 9 năm 2006.
Angelini đã tham dự cuộc thi Sambil Model / Miss Earth Venezuela 2009 vào ngày 12 tháng 6 năm 2009 tại Đảo Margarita, Venezuela và lọt vào top 5 chung cuộc.